# Holly George-Warren
Holly George-Warren, née le 10 octobre 1956, est une biographe, critique et journaliste musicale américaine.

## Biographie
Holly George-Warren naît le 10 octobre 1956 et grandit à Asheville, en Caroline du Nord. Elle entre à l'université de Caroline du Nord à Chapel Hill puis travaille ensuite comme serveuse à New York. À la fin des années 1970, elle fréquente des personnalités de la scène underground d'East Village tels que l'actrice Ann Magnuson et le réalisateur Richard Kern. George-Warren évolue dans le groupe de punk rock féminin Das Fürlines, qu'elle forme avec l'actrice Wendy Wild. Elle y chante et joue de la guitare sous le nom de scène Holly Hemlock,. Elle écrit aussi pour plusieurs fanzines. Au début des années 1990, Holly George-Warren est nommée éditrice de Rolling Stone Press. Elle fait la connaissance de Barbara O'Dair, avec qui elle collabore pour éditer The Rolling Stone Book of Women in Rock: Trouble Girls (1997).

## Travaux bibliographiques
Holly George-Warren a abordé de nombreux sujets différents dans ses ouvrages, avec le rock, Grateful Dead, le festival de Woodstock et le punk, mais aussi les cow-boys, le soulagement du stress et la littérature pour enfants. En 2011, le site Flavorwire l'inclut dans sa liste des « 33 critiques musicales que vous devez lire » (« 33 Women Music Critics You Need to Read »). Jason Gross déclare qu'« elle ferait passer Stephen King pour un putain de fainéant. De plus, ses notes d'accompagnement pour la compilation de Gram Parsons parue chez Rhino méritait un Grammy et pas simplement une nomination. »

### Ouvrages écrits
- Musicians in Tune: Seventy-Five Contemporary Musicians Discuss The Creative Process (avec Jenny Boyd) (1992)
- Shake, Rattle & Roll: The Founders of Rock & Roll (avec Laura Levine) (2001)
- How the West Was Worn (avec Michelle Freedman) (2001)
- Cowboy: How Hollywood Invented the Wild West (2002)
- How Hollywood Invented the Wild West: Featuring the Real West, Campfire Melodies, Matinee Idols, Four Legged Friends, Cowgirls & Lone Guns (2002)
- Honky Tonk Heroes and Hillbilly Angels: The Pioneers of Country and Western Music (2006)
- Public Cowboy No. 1: The Life and Times of Gene Autry (2007)
- Punk 365 (2007)
- Grateful Dead 365 (2008)
- The Road to Woodstock (avec Michael Lang) (2009)
- The Cowgirl Way: Hats Off to America's Women of the West (2010)
- It's Not Only Rock 'n' Roll: Iconic Musicians Reveal the Source of their Creativity (avec Jenny Boyd) (2013)
- John Varvatos: Rock in Fashion (avec John Varvatos) (2013)
- A Man Called Destruction: The Life and Music of Alex Chilton, from Box Tops to Big Star to Backdoor Man (2014)

### Ouvrages édités
- The Rolling Stone Illustrated History of Rock and Roll: The Definitive History of the Most Important Artists and Their Music (avec Anthony DeCurtis et James Henke) (1992)
- The New Rolling Stone Encyclopedia of Rock & Roll (avec Patricia Romanowski) (1995)
- Rolling Stone: The Seventies (avec Ashley Kahn et Shawn Dahl) (1998)
- The Rolling Stone Book of the Beats: The Beat Generation and American Culture (1999)
- The Rolling Stone Encyclopedia of Rock & Roll (avec Patricia Romanowski) (2001)
- American Roots Music (avec Robert Santelli et Jim Brown) (2001)
- Martin Scorsese Presents the Blues: A Musical Journey (avec Peter Guralnick, Robert Santelli et Christopher John Farley) (2003)
- The Rock and Roll Hall of Fame: The First 25 Years (2009)

### Contributions
- The Rolling Stone Book of Women in Rock: Trouble Girls (1997)
- Woman Walk the Line: Women Writers on the Female Country Artists Who Marked Their Soul (2017)